# Forceville-en-Vimeu
Forceville-en-Vimeu (picardisch: Feurville-in-Vimeu) ist eine nordfranzösische Gemeinde mit 231 Einwohnern (Stand 1. Januar 2022) im Département Somme in der Region Hauts-de-France. Die Gemeinde liegt im Arrondissement Amiens (seit 2009) und ist Teil der Communauté de communes Somme Sud-Ouest und des Kantons Poix-de-Picardie.

## Geographie
Die Gemeinde liegt unmittelbar ostnordöstlich an das rund drei Kilometer westlich gelegene Oisemont angrenzend auf der Hochfläche des Vimeu. Durch die Gemeinde verlief die aufgelassene Bahnstrecke von Longpré-les-Corps-Saints nach Gamaches.

## Wirtschaft
Im Westen der Gemeinde liegt eine Garnfabrik.

## Einwohner
| 1962 | 1968 | 1975 | 1982 | 1990 | 1999 | 2006 | 2011 |
| ---- | ---- | ---- | ---- | ---- | ---- | ---- | ---- |
| 358  | 310  | 306  | 279  | 261  | 262  | 268  | 260  |

## Sehenswürdigkeiten
- Kirche Saint-Gilles
- Schloss aus dem 17. Jahrhundert
- Kriegerdenkmal

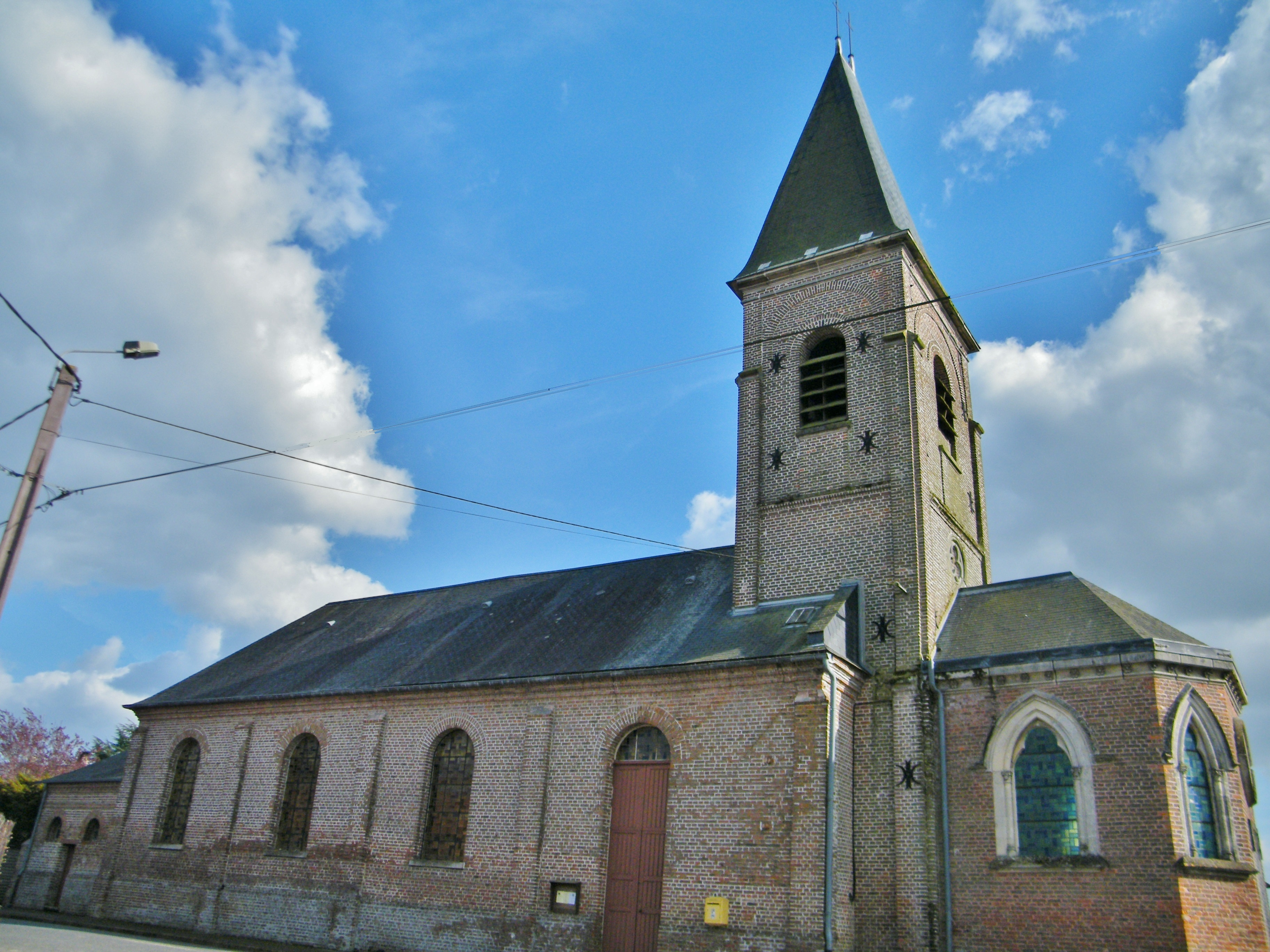
Kirche Saint-Gilles von Norden
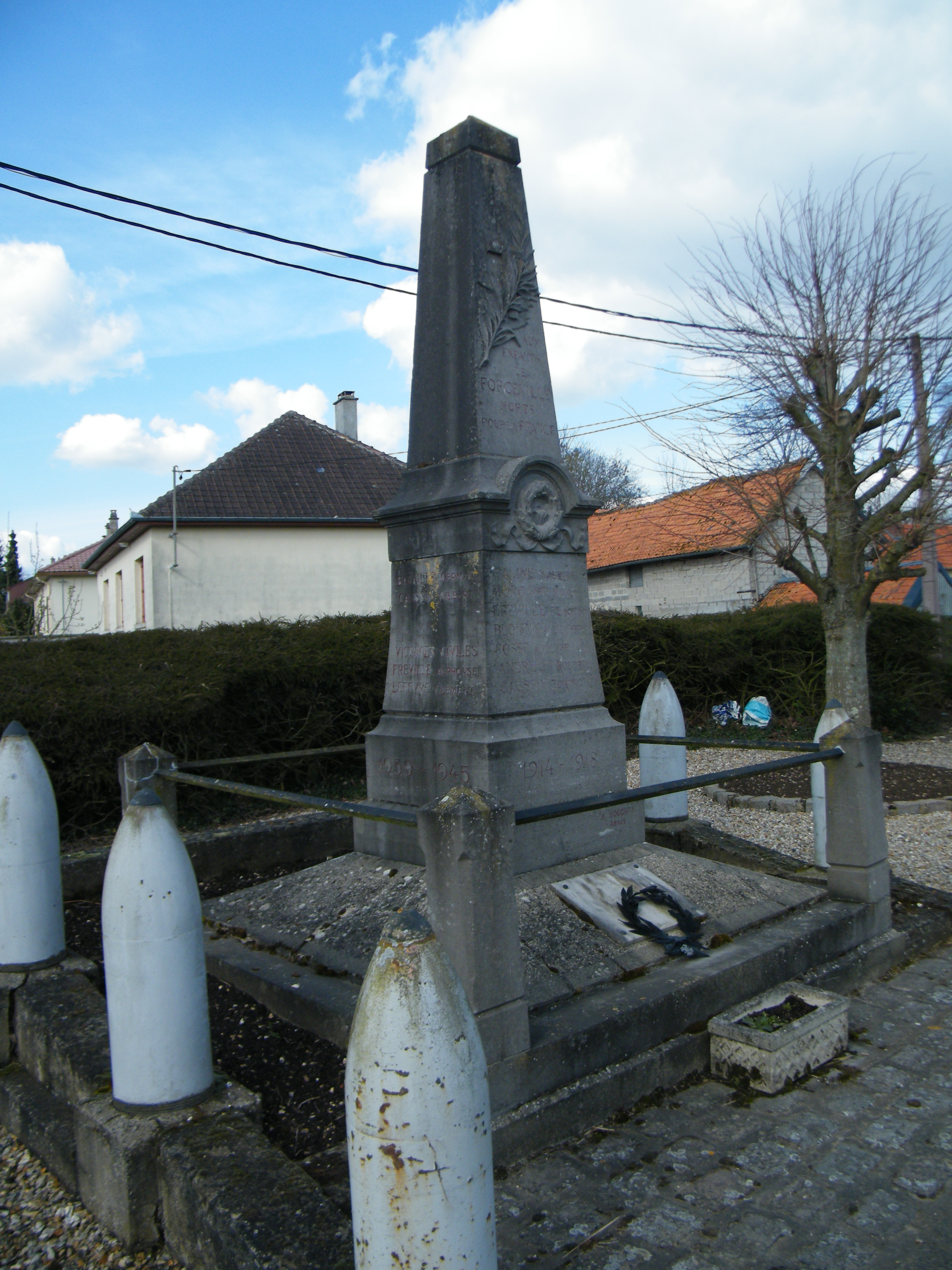
Kriegerdenkmal
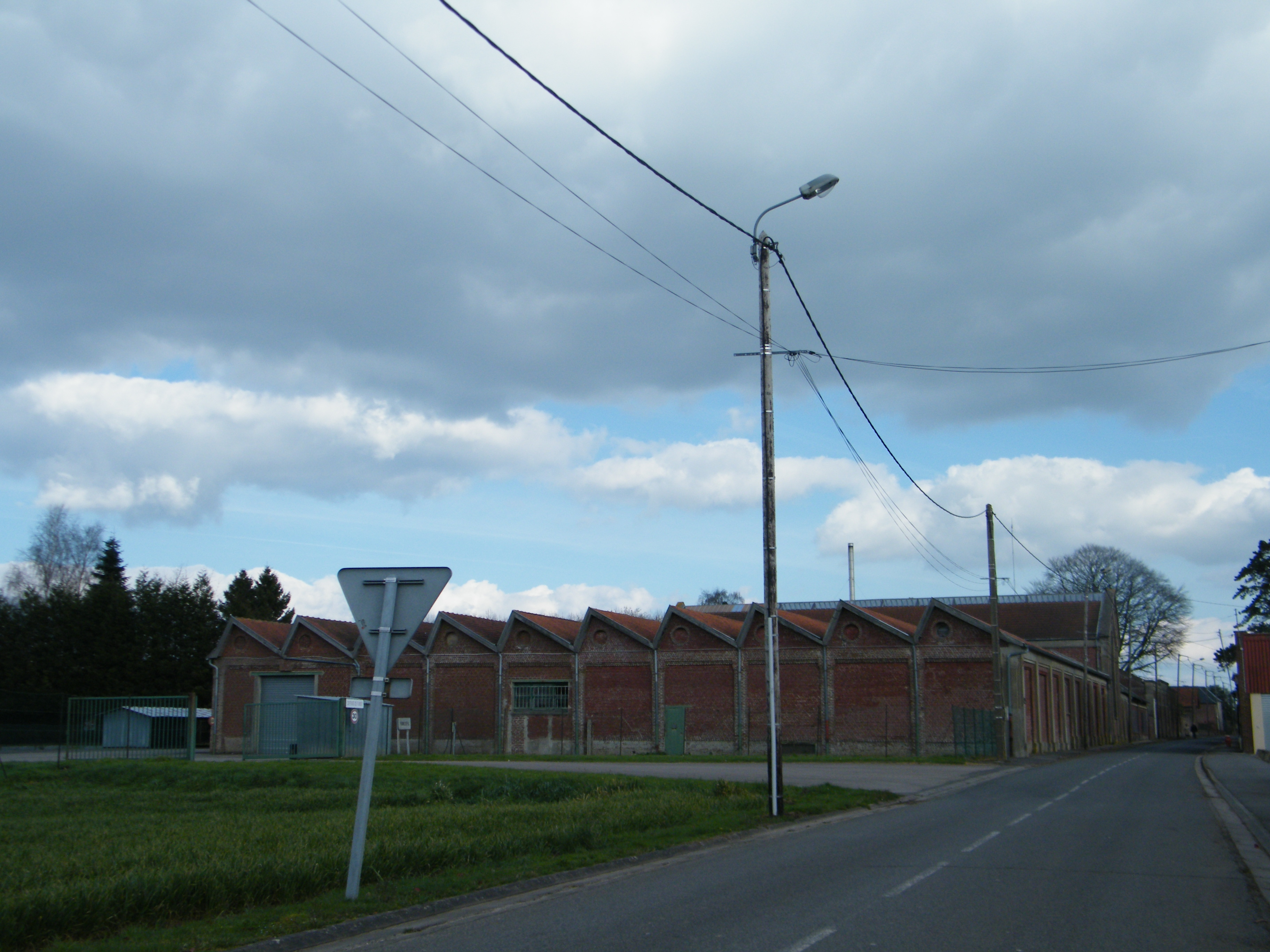
Fabrikgebäude